# پیری رضا
پیری رضا (خرم‌آباد)، روستایی از توابع بخش دوره چگنی شهرستان خرم‌آباد در استان لرستان ایران است.

## جمعیت
این روستا در دهستان کشکان قرار دارد و براساس سرشماری مرکز آمار ایران در سال ۱۳۸۵، جمعیت آن ۱۰۰ نفر (۲۱خانوار) بوده‌است.